# Croke Park
Der Croke Park (irisch Páirc an Chrócaigh) im Stadtteil Drumcondra der irischen Hauptstadt Dublin ist das wichtigste Stadion und der Hauptsitz der Gaelic Athletic Association (GAA), der größten irischen Sportorganisation. Es ist gegenwärtig das größte Stadion in Irland und mit einem Fassungsvermögen von 82.300 Zuschauern das drittgrößte in Europa. Die Spielstätte wird für Gaelic Football, Hurling und Camogie genutzt. Von 2007 bis 2009 war es vorübergehend auch für Rugby und Fußball geöffnet. Außerdem finden hier Konzerte statt.

## Geschichte
Auf dem Gelände des heutigen Croke Park befand sich ursprünglich seit 1870 ein Sportplatz, der allgemein als Jones’s Road Sportsground bekannt war und Maurice Butterly gehörte. Seit der Gründung der GAA im Jahr 1884 wurde der Platz regelmäßig von der Organisation benutzt. Ab 1896 fanden die meisten Finalspiele der Gaelic Football- und Hurling-Meisterschaften dort statt. Dadurch kam die Bedeutung des Geländes für die rasch wachsende Organisation zum Ausdruck. Die Möglichkeiten, die der Jones’s Road Sportsground bot, wurden von Frank Dineen, einem Journalisten und Mitglied der GAA erkannt. Für 3.250 Pfund erwarb er 1908 den Sportplatz. Im Jahr 1913 entschloss sich die GAA, den Platz selbst zu erwerben, und kaufte ihn für 3.500 Pfund von Dineen. Zu Ehren des 1902 verstorbenen Erzbischofs Thomas Croke, einem frühen Förderer der GAA, wurde der Platz in Croke Park umbenannt.
Seit 1914 finden im Croke Park alle bedeutenden Spiele der GAA statt. Zum Zeitpunkt des Kaufs bestand der Platz aus einer Tribüne sowie grasbewachsenen Erdwällen rund um das Spielfeld. Im Jahr 1917 wurden am Railway End die Trümmer des Osteraufstands von 1916 zu einem Hügel aufgeschüttet. Er wurde schnell als Hill 16 bekannt und ist heute wahrscheinlich eine der bekanntesten Tribünen der Welt. Am 21. November 1920 kam es während eines Gaelic Football-Spiels zwischen Dublin und Tipperary zu einem blutigen Massaker, das als erster Bloody Sunday in die Geschichte einging. Als Vergeltung für die Ermordung britischer Agenten (Cairo Gang) feuerten britische Truppen in die Zuschauermenge und auf die Spieler. Unter den 14 Toten befand sich auch Michael Hogan, der Mannschaftskapitän von Tipperary. Nach ihm wurde 1924 der neu erbaute Hogan Stand benannt.
In den folgenden Jahrzehnten wurde das Stadion nach und nach ausgebaut. 1927 wurde der Cusack Stand, benannt nach Michael Cusack, Gründungsmitglied und erster Sekretär der GAA, eingeweiht. 1937 erhielt der Cusack Stand einen Oberrang mit 5.000 Plätzen und Hill 16 wurde zu einer Tribüne aus Beton umgebaut. Im Jahr 1952 wurde der Nally Stand, zur Erinnerung an Paddy Nally, ein Gründungsmitglied der GAA, errichtet. Sieben Jahre später wurde zum 75. Jahrestag der GAA-Gründung der New Hogan Stand eröffnet.

## Ausbau des Croke Park
In den 1980er-Jahren untersuchte die GAA verschiedene Wege, die Kapazität des Stadions zu erhöhen. 1991 war der Plan zum Ausbau auf eine Kapazität von 80.000 Zuschauern fertig. Irische Sportarten stellen bestimmte Anforderungen an das Stadion, da die Abmessungen des Spielfeldes größer sind als zum Beispiel beim Fußball. Außerdem sollten die Zuschauer nicht zu weit vom Spielfeld entfernt sein. Sämtliche Tribünen sollten einen Ober- bzw. Unterrang besitzen. Außerdem wurde ein sogenannter Hospitality-Bereich mit Bars, Restaurants und Konferenzräumen geplant. Der gesamte Ausbau wurde in 4 Phasen aufgeteilt und sollte sich über 14 Jahre erstrecken.

### Phase 1
In der ersten Phase wurde der alte Cusack Stand ersetzt. Der Umbau kostete 35 Millionen Pfund und wurde 1997 fertiggestellt. Er ist 180 Meter lang, 35 Meter hoch und hat ein Fassungsvermögen von 25.000 Zuschauern. Außerdem befinden sich dort 46 Hospitality-Suiten.

### Phase 2
Die zweite Ausbauphase begann 1998 und ersetzte die existierende Canal End-Tribüne.

### Phase 3
In der dritten Phase wurde der Hogan Stand umgebaut und erweitert. Hierbei wurden verschiedene Zuschauerbereiche neu gestaltet. Neben den normalen Zuschauerplätzen wurden Bereiche zur Bewirtung von Geschäftsfreunden und VIPs sowie Räumlichkeiten für Medienvertreter und das Betriebspersonal des Stadions geschaffen. Außerdem wurde eine Ehrentribüne eingerichtet. Am Ende dieser Ausbauphase betrug die Zuschauerkapazität 79.500.

### Phase 4
Im September 2003 begann die vierte und letzte Ausbaustufe. Sie bestand aus dem Umbau von Nally Stand und Hill 16. Sie wurde am 14. März 2005 von GAA-Präsident Seán Kelly offiziell eröffnet. Hier gibt es die letzten verbliebenen Stehplätze im Croke Park. Im Gegensatz zum alten Hill 16 wurde die neue Tribüne in drei Abschnitte unterteilt: Hill A (auf der Seite des Cusack Stand), Hill B (hinter dem Tor) und die Nally-Tribüne (an der Stelle des alten Nally Stand). Der vollständig neugestaltete Hill 16 bietet Platz für 13.000 Zuschauer und bringt die Gesamtkapazität des Stadions auf 82.500 Zuschauer.

### Phase 5
Nach der Baugenehmigung im Jahre 2006 hat die GAA den Bau einer Flutlichtanlage in Auftrag gegeben. Die Bauarbeiten dazu dauerten von Januar bis Februar 2007. Die für 4 Millionen Euro installierte Anlage ist ein sehr spezielles Modell, das nicht auf 4 Flutlichtmasten beruht, sondern unterhalb des Stadiondachs angebracht wurde, um die anliegenden Anwohner nicht zu belästigen. Außerdem befindet sich auf der Westseite (Hill16, der einzigen ohne Zuschauerplätze) in 8 Metern Höhe ein Lichtblock, um die Rundumbeleuchtung zu garantieren.

### Weitere Ausbaupläne
Nach dem Ende der vierten Ausbaustufe gibt es Spekulationen über weitere Verbesserungen am Stadion. Dabei ist vor allem eine komplette Überdachung im Gespräch. Dass Hill 16, wie die anderen drei Seiten des Croke Park, einen Oberrang bekommt ist eher unwahrscheinlich, da sich die Eisenbahnlinie zu nahe am Stadion befindet und das angrenzende Gelände nicht der GAA gehört.

## Öffnung der Anlage für andere Sportarten
In den Jahren 2004 und 2005 gab es in Irland eine heftige Debatte über die Nutzung von Croke Park. Die GAA verstand sich seit ihrer Gründung als eine Organisation, deren Aufgabe es ist, originär irische Sportarten gegenüber ausländischen zu fördern. Bis in die frühen 1970er Jahre konnten GAA-Mitglieder ausgeschlossen werden, wenn sie nebenbei noch Fußball, Rugby oder Cricket spielten. Dagegen bestand die Regel Nummer 42 der GAA-Statuten weiter. Sie verbietet eine Nutzung von GAA-Sportplätzen für ausländische Sportarten. Damit waren vor allem die drei oben erwähnten gemeint, denn in den 1990er Jahren fanden in Croke Park bereits American-Football-Spiele statt. Da das Lansdowne-Road-Stadion bis 2009 komplett umgebaut wurde und aus diesem Grund vorübergehend geschlossen blieb, wurde auf die GAA erheblicher öffentlicher Druck ausgeübt, den Croke Park zu öffnen, um dort Spiele der irischen Fußballnationalmannschaft und des Rugby-Verbandes zu ermöglichen.
Am 16. April 2005 wurde auf dem Jahreskongress der GAA beschlossen, die Regel 42 temporär auszusetzen und Croke Park für andere Verbände zur Verfügung zu stellen, falls dies von ihnen gewünscht wird. Das Abstimmungsergebnis lag mit 227 gegen 97 Stimmen über der erforderlichen Zweidrittelmehrheit. Im Januar 2006 wurde dann bekannt gegeben, dass die GAA eine Übereinkunft mit dem irischen Fußball- bzw. Rugby-Verband über Austragungen ihrer Spiele in Croke Park erzielt hat. Daher wurden im Jahr 2007 mehrere internationale Fußball- und Rugby-Spiele ausgetragen, darunter auch das EM-Qualifikationsspiel der deutschen Nationalmannschaft gegen Irland am 13. Oktober 2007.
Anlässlich des 9. Weltfamilientreffens vom 22. bis 26. August 2018 in Dublin, machte Papst Franziskus vor rund 80.000 Besuchern Station im Croke Park.